# Palacio de Tegel

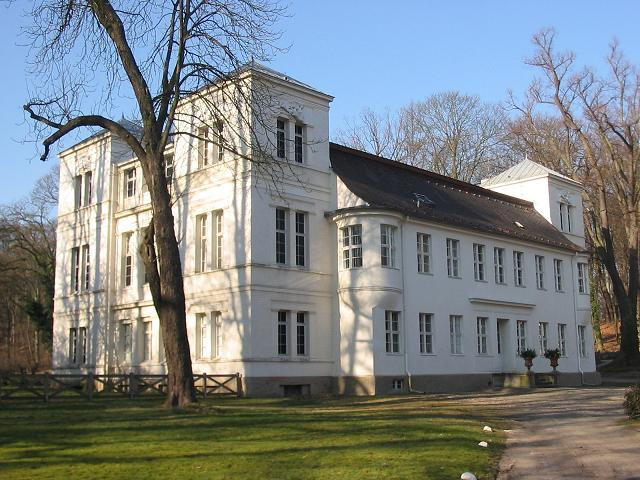
Vista exterior del palacio.

Sello postal alemán con el Palacio de Tegel.

El palacio de Tegel (también llamado palacio de Humboldt) se encuentra en el barrio de Berlin-Tegel (Distrito de Reinickendorf) y es el monumento más destacado del distrito. El parque del palacio limita con el lado norte del lago de Tegel. El palacio y el parque son actualmente (2017) propiedad de la familia Heinz, descendientes directos de la familia Humboldt, que emplea el palacio como residencia.
Se construyó inicialmente en 1558 como mansión renacentista. Por orden del Príncipe elector Federico Guillermo I de Brandeburgo se reformó el edificio para convertirlo en un palacete de caza. El palacio pasó en 1766 a la propiedad de la familia Humboldt por casamiento y se convirtió en la residencia de la familia. También Alexander von Humboldt y Wilhelm von Humboldt vivieron muchos años en el edificio. Tras la muerte de la madre, Wilhelm von Humboldt heredó la propiedad en 1797. Entre 1820 y 1824 hizo reformar el edificio al gusto clasicista por Karl Friedrich Schinkel.
En el parque se encuentran asimismo los sepulcros de la familia Humboldt, realizados por Karl Friedrich Schinkel en 1829, en los que también fueron enterrados Alexander y Wilhelm von Humboldt. En 1983 se declaró el parque como monumento protegido.
El parque era hasta hace poco de acceso público. Tras diferencias entre el gobierno del distrito de Reinickendorf y el actual propietario, Ulrich von Heinz, éste decidió en mayo de 2005 prohibir la entrada. El palacio está siendo restaurado en la actualidad (2006). Las visitas guiadas, que el propietario permitía de vez en cuando, han sido suspendidas desde el momento en que se comenzó con la restauración.
- Datos: Q651833
- Multimedia: Schloss Tegel / Q651833